# Субейран, Даниэль
Даниэль Субейран (фр. Daniel Soubeyran) — французский гребец, серебряный призёр летних Олимпийских игр 1900.
Субейран входил на Играх в состав второй французской команды четвёрок, которая не смогла пройти в финал по основной квалификации, однако его команда, и ещё две сборные устроили свой финальный заплыв, который признаётся МОКом. Субейран в том финале занял второе место.